# 堀井亮佑

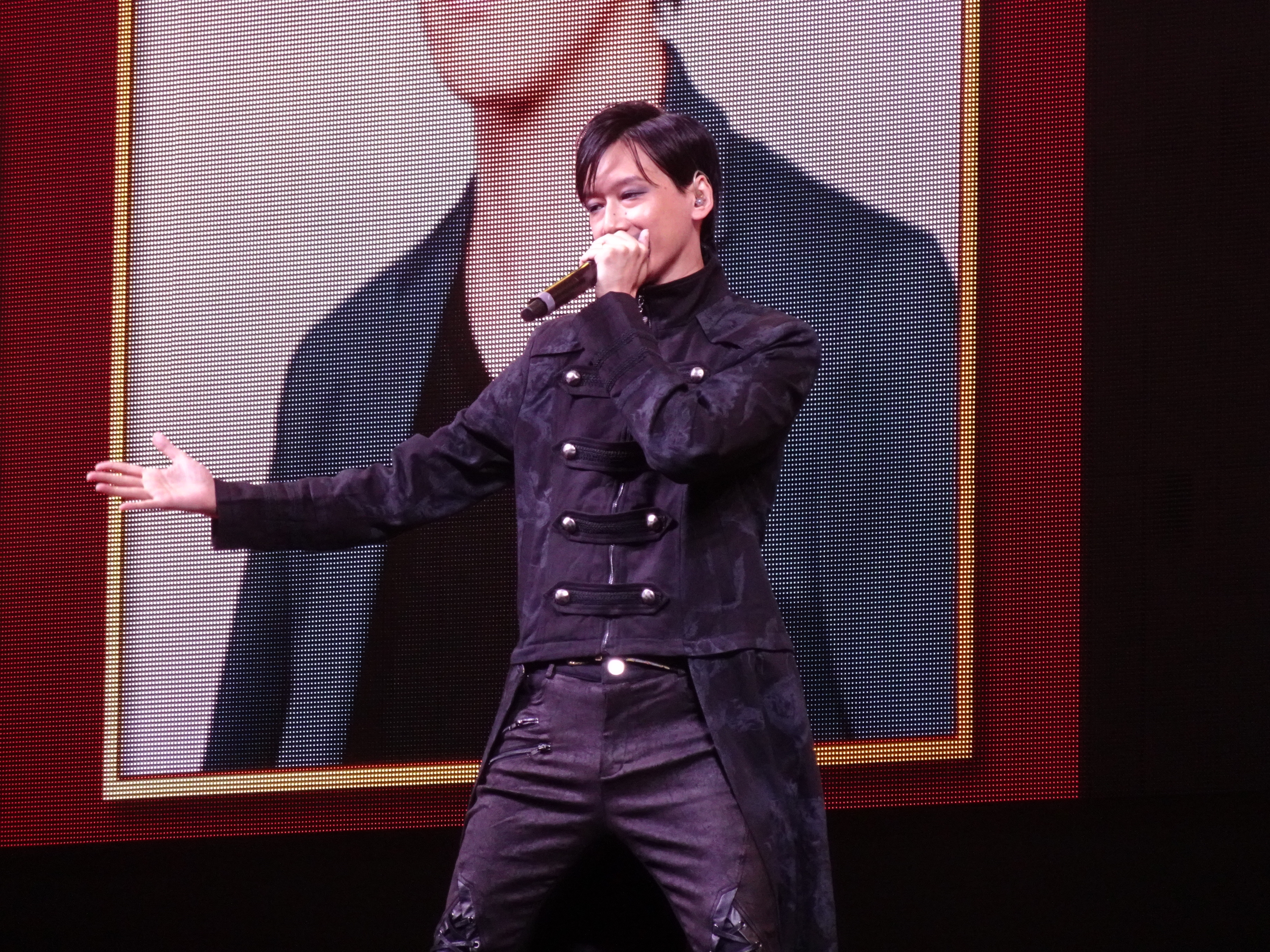
東京ゲームショウ2023での堀井

堀井 亮佑（ほりい りょうすけ、1982年 - ）は、株式会社セガ所属のゲームクリエイター。作詞家。

## 略歴
早稲田大学政治経済学部を卒業。2006年4月にセガに入社後、『龍が如く2』の制作に携わり、以降、歴代『龍が如く』シリーズを担当する。ヒートアクションをはじめとするバトル演出担当をしながら、カラオケ、マッサージ、格闘家をつくろう!などの個性的なミニゲームを生み出す。特にシリーズの中でも最も人気の高い「カラオケ」では、主人公の入れる奇抜な合いの手から楽曲の作詞、ダンスまで全てを自ら手がけている。
『龍が如く5 夢、叶えし者』ではメインプランナーに就任し、新要素「アナザードラマ」を中心に担当する。以後はサブストーリーやプレイスポット、全体のゲームデザインを担当しつつも、「アナザーライフ」「神室町 マネーアイランド」「蒼天堀 水商売アイランド」などの新コンテンツを同時に生み出している。
『龍が如く 極2』では、「新・水商売アイランド」などの新コンテンツと共に真島吾朗の追加シナリオの脚本・演出や、同作の音響監督も担当した。
2021年の龍が如くスタジオ新体制移行に伴い、龍が如くシリーズ・チーフディレクターに就任。「龍が如く８（仮）」のディレクターを務めることも発表された。
また、2021年より会社の副業制度を利用し、作詞家としての活動を開始。声優・歌手の今井麻美のアルバム「Balancing Journey」収録の「Rainbow Light」で作詞家デビューした。

## 関連作品
- 龍が如く2（PS2）
- 龍が如く 見参!（PS3）
- 龍が如く3（PS3）
- 龍が如く4 伝説を継ぐもの（PS3）
- バイナリー ドメイン（PS3、Xbox 360）
- 龍が如く5 夢、叶えし者（PS3）-メインプランナー
- 龍が如く 維新!（PS4、PS3）-メインプランナー
- 龍が如く0 誓いの場所（PS4、PS3）-メインプランナー
- 龍が如く 極（PS4、PS3）
- 龍が如く6 命の詩。（PS4）-メインプランナー
- 龍が如く 極2（PS4）-真島編 脚本・演出
- 北斗が如く（PS4)
- 龍が如く７ 光と闇の行方（PS4）-ディレクター
- 龍が如く７外伝　名を消した男 -ディレクター
- 龍が如く8　-ディレクター
- 龍が如く8外伝 Pirates in Hawaii -プロデューサー

## 作詞

### 『龍が如く』シリーズ（特筆のもの以外は全てプレイスポット「カラオケ」内挿入歌）
- きっとChange myself
- summer memories
- Shooting Star
- サタデーナイト☆ラヴァー
- 指の行方
- MachineGun Kiss
- 乙女色my life
- rain drops
- 神室純恋歌
- GET TO THE TOP!
- KONNANじゃないっ!
- loneliness loop
- キミハイルカラ
- ばかみたい
- ring
- Rouge of Love
- 意地桜
- さむらい音頭
- 故郷に錦を飾るべし
- 阿修羅小町
- はらぺこ日和
- 吹雪小唄（日本舞踊BGM）
- JUDGEMENT-審判-
- 24時間シンデレラ
- ×3シャイン
- 刹那の人魚姫〜Heart break mermaid〜
- 恋のディスコ・クイーン（ディスコBGM）
- TONIGHT-restart from this night-
- 本日はダイヤモンド
- hands
- Like A Butterfly
- BRAN-NEW STAGE
- Y字ロード
- 絶望頂プライド
- 幸せならいいや
- 真島建設社歌（新・クランクリエイター挿入歌）
- Receive You -North Star-（「北斗が如く」主題歌）
- 悪魔の地獄鍋
- 夢見た姿へ
- harukaze
- い・ち・ず・侍
- さよならSilent Night
- GO!愁傷SUMMER
- ばかだろう
- 好きになれる人を好きになれたならば
- AWAKE
- Honolulu City Lights
- 旅立ちの歌 -journey to the new world-
- 36.5℃の太陽
- Midnight Desire
- ゴロー海賊団のテーマ

### 楽曲提供
- 今井麻美「Rainbow Light」

## 備考
- 「龍が如く.com」で配信されている「神室町ラジオステーション」にゲスト出演した際、自身が極度のカラオケ好きであり、持ち歌が4000曲以上あること、そしてその持ち歌をリスト管理していることなどを語った。年に1度ヒトカラで100曲を歌い切る試練を自らに課している[6]。今では持ち歌は7500曲を超えている。
- 声優でシリーズにも出演している平野綾のファンである。またBUCK-TICKと横浜DeNAベイスターズの大ファンであり、ブログやTwitterでは関連する発言もしている[1]。
- 自身が作詞をした龍が如くの楽曲は何作かCD化されており、『龍が如く OF THE END』では予約特典として、今作のカラオケ楽曲を集めたベストCD「龍うた 龍が如くKARAOKE BEST SELECTION」が同梱[7]、『龍が如く5 夢、叶えし者』でも予約特典として、今作のカラオケ楽曲を集めたベストCD「龍うた 龍が如く5 THE BEST SONGS SELECTION」が同梱された[8]。『龍が如く 維新!』の予約特典では、今作のカラオケ楽曲の含まれた「龍が如くシリーズ ベストサウンドトラック」が同梱された[9]。シリーズの主人公である桐生一馬の最後の物語となる『龍が如く6 命の詩。』の発売に伴い、同日にこれまでの桐生の楽曲が収録されたベストアルバム「桐生ベスト -龍が如く 桐生一馬　KARAOKE ALL TIME BEST COLLECTION-」が発売された[10]。また、シリーズの人気キャラクターである真島吾朗がカラオケで熱唱した楽曲を集めたベストアルバム「真島ベスト -龍が如く 真島吾郎 KARAOKE ALL TIME BEST COLLECTION-」も後に発売されている[11]。